# Championnats panaméricains de cyclo-cross 2014
Navigation
Édition suivante
Les Championnats panaméricains de cyclo-cross 2014 se sont déroulés le 2 novembre 2014, à Covington aux États-Unis, dans le Devou Park.

## Résultats

### Hommes
| Épreuves        | Or           | Argent      | Bronze              |
| --------------- | ------------ | ----------- | ------------------- |
| Moins de 23 ans | Curtis White | Logan Owen  | Andrew Dillman      |
| Juniors         | Gage Hecht   | Gavin Haley | Christopher Blevins |

### Femmes
| Épreuves        | Or                | Argent           | Bronze         |
| --------------- | ----------------- | ---------------- | -------------- |
| Élites          | Katherine Compton | Meredith Miller  | Georgia Gould  |
| Moins de 23 ans | Maghalie Rochette | Allison Arensman | Laurel Rathbun |

## Tableau des médailles
| Rang  | Nation     | Or | Argent | Bronze | Total |
| ----- | ---------- | -- | ------ | ------ | ----- |
| 1     | États-Unis | 3  | 4      | 4      | 11    |
| 2     | Canada     | 1  | 0      | 0      | 1     |
| Total | Total      | 4  | 4      | 4      | 12    |